# Crassispira harfordiana
Crassispira harfordiana é uma espécie de gastrópode do gênero Crassispira, pertencente à família Pseudomelatomidae.